# Easton Taylor-Farrell

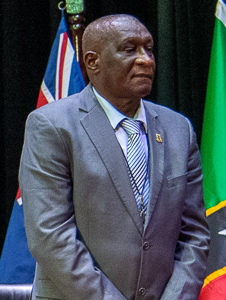

Joseph Easton Taylor-Farrell ist ein montserratischer Politiker (MCAP), der vom 19. November 2019 bis 25. Oktober 2024 Premier von Montserrat war. Vorher war er der montserratische Minister für Landwirtschaft, Land, Wohnen und Umwelt. Vor seiner politischen Karriere war er hingegen ein Unternehmer.